# صياد السمك أسود التاج
صياد السمك أسود التاج (الاسم العلمي: Halcyon pileata) هو نوع من طيور الرفراف.